# Austin FX4

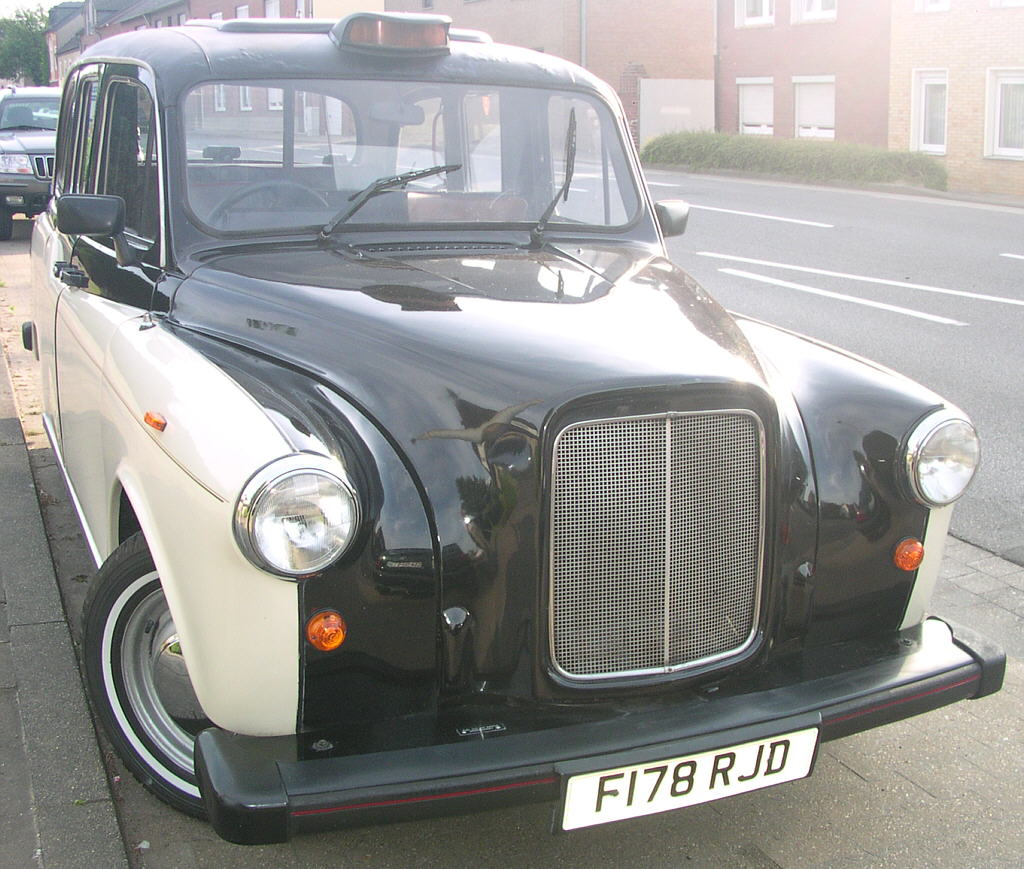
Austin FX4

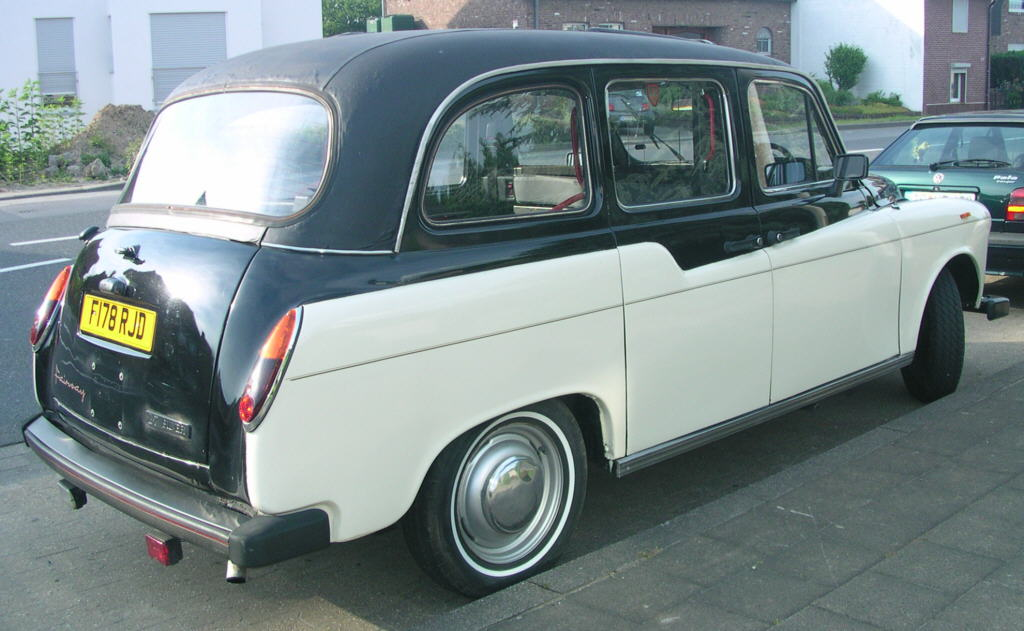
Austin FX4

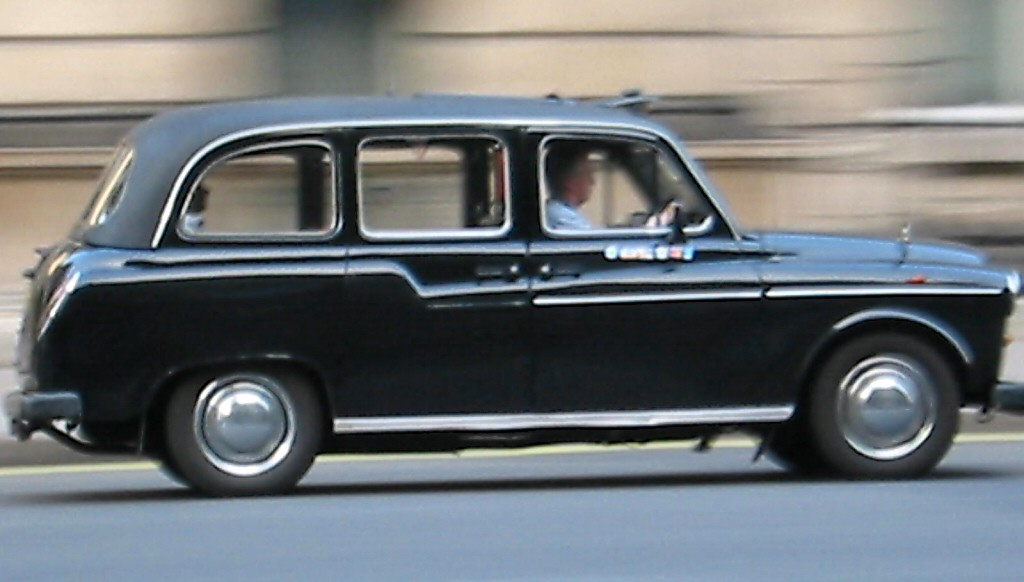
Austin FX4 in klassischer schwarzer Lackierung

Der Austin FX4 (auch: BMC ADO6) gilt bis heute als das klassische schwarze Londoner Taxi. Obwohl es keine entsprechende Vorschrift gab, wurde der Großteil der Fahrzeuge mit schwarzer Lackierung ausgeliefert. Über die Jahre wurde der FX4 unter diversen Markennamen verkauft.

## Konstruktion und Erscheinen
Der Austin FX4 war der Nachfolger des Austin FX3, der von 1948 bis 1959 hergestellt und zu seiner Zeit ebenfalls als das klassische Londoner Taxi angesehen wurde. Wie der FX3 wurde auch der FX4 von Austin in Zusammenarbeit mit „Mann and Overton“ (einem Taxihändler) und „Carbodies“ (einem Stellmacherbetrieb) konstruiert. Das Designteam bestand aus Albert Moore von der Austin-Ingenieurabteilung, Jack Helberg von Carbodies und David Southwell von Mann and Overton. Die ursprüngliche Konstruktion stammte von Eric Bailey (Austin) und Jake Donaldson (Carbodies). Für das Erscheinungsbild des produzierten Modells waren nur wenige Änderungen nötig.
Wie der FX3 besaß auch der FX4 ein separates Fahrgestell (das gegenüber dem FX3 nur wenige Änderungen erfahren hatte). Als Versteifung für die Karosserie diente die Trennwand zwischen Fahrer und Fahrgästen.
Der erste FX4 mit der Zulassungsnummer VLW 431 kam im Juli 1958 auf den Markt; die offizielle Vorstellung erfolgte im gleichen Jahr.

## Geschichte
Als der FX4 auf den Markt kam, hatte er eine 2,2-Liter-Dieselmaschine von Austin und ein Borg-Warner 35 Automatikgetriebe. Ab 1961 gab es auf Wunsch auch das manuelle Getriebe aus dem Austin Gipsy. Ab 1962 konnte ein 2,2-Liter-Benzinmotor geordert werden. Die große Mehrzahl der in London benutzten FX4 waren aber mit Dieselmotor und Getriebeautomatik ausgestattet.
Im Jahr 1968 erfolgte ein Facelift. Die Fahrzeuge wurden nun mit kleinen Bremslichtern und auf dem Dach montierten Fahrtrichtungsanzeigern ausgestattet, die den Namen „bunny ears“ (Hasenohren) hatten. Die hinteren Kotflügel wurden geändert und erhielten die Rücklichter des Austin 1100. Ebenso wurden vorn Blinker unterhalb der Scheinwerfer angebracht. Die „bunny ears“ verschwanden später wieder.
1971 wurde die 2,2-Liter-Dieselmaschine (2178 cm³) durch eine auf 2,5 Liter Hubraum vergrößerte Variante ersetzt. Dieses Modell hieß Austin FX4D.
Ursprünglich war der FX4 mit verchromten Stoßfängern mit Stoßstangenhörnern ausgestattet, von denen auch behauptet wurde, sie seien die gleichen wie beim Ford Consul. 1979 waren die Formen für die verchromten Stoßstangenhörner verschlissen, so dass ab dieser Zeit Stoßstangenhörner aus Gummi Verwendung fanden. Die verchromten Stoßfänger wurden beibehalten.

## Der FX4 von Carbodies
1982 übernahm die Firma Carbodies, die den FX4 bereits für einige Jahre für Austin hergestellt hatte, auch die Modellrechte und fertigte die Taxis nun unter eigenem Namen. Wegen Schwierigkeiten mit dem Schadstoffausstoß wurde die alte Austin-Maschine nicht mehr weiterproduziert und die Fertigungseinrichtungen nach Indien verkauft. Carbodies wählte den Dieselmotor des Land Rover mit 2495 cm³ Hubraum und 68 bhp (50 kW) als Ersatz. Das neue Modell hieß Austin FX4R. Der FX4R erhielt einige Verbesserungen gegenüber seinen Vorgängern, wie Servolenkung (erkennbar an kleinen Ausbuchtungen an den unteren Teilen der Motorhaube) und bessere Bremsen. Die Fahrleistungen und die Zuverlässigkeit des FX4R waren aber sehr mäßig.
Einige Kunden ersetzten den Land-Rover-Motor durch einen Perkins-Diesel mit 2977 cm³ Hubraum und erhielten so ein sehr leistungsfähiges Auto. Dem Perkins-Motor im FX4R wurde aber nachgesagt, dass er bei hohen Drehzahlen sehr laut lief und Risse im Fahrgestell verursachte.
Eine andere Möglichkeit bestand damals darin, alte Fahrgestelle mit neuen Karosserien und dem 2,5-Liter-Dieselmotor aus den nach Indien exportierten Fertigungsanlagen auszurüsten. Weil diese Fahrzeuge auf alten Fahrgestellen basierten, erhielten sie Zulassungsnummern mit dem Buchstaben Q anstatt der sonst in Großbritannien üblichen Bezeichnungen nach dem Baujahr. Daher wurden sie FX4Q oder „Q-Cabs“ genannt. Sie verfügten nicht über Servolenkung, waren aber deutlich billiger als die FX4R. Diese Fahrzeuge wurden zwar bei Carbodies hergestellt, aber von „Rebuilt Cabs Ltd.“ verkauft. 2006 waren wohl noch ein oder zwei Q-Cabs in London im Einsatz.

## Der FX4 von LTI
1984 wurde die London Taxis International (LTI) von der Manganese Bronze Ltd. gegründet, zu der bereits Carbodies und Mann and Overton gehörten.
LTI überarbeitete den FX4 zum FX4S und baute den Land-Rover-Diesel mit 2,5 Litern Hubraum ein. Die bisherigen Knebelschalter wurden durch Wippschalter ersetzt und der Fahrgastraum wurde so überarbeitet, dass nun fünf Passagiere anstatt vier wie bei den früheren Modellen Platz fanden. Die verchromten Stoßfänger wurden durch schwarze aus gezogenem Stahl ersetzt.
Einige Beobachter betrachten den FX4W, der ab 1986 auch für Fahrgäste mit Rollstuhl geeignet war, als eigenständiges Modell. Bei diesem Fahrzeug konnte die linke Fondtür um 180° geöffnet werden, und die Trennwand war beweglich. Nutzbarkeit für Rollstühle war auch durch Umbau bereits ausgelieferter Autos möglich. Behindertentauglichkeit wurde ab 2000 für alle Taxis in London Vorschrift, wodurch viele ältere Taxis aus dem Verkehr gezogen wurden, da der Umbau zu teuer war.
Beim im September 1987 eingeführten FX4S Plus wurden die zu diesem Zeitpunkt schon sehr altmodischen Smiths-Instrumentensätze durch solche anderer Modelle der Austin Rover Group ersetzt. Auch die Radaufhängungen wurden verbessert.
Im Februar 1989 wurde der Fairway herausgebracht. Er hatte einen Nissan-Dieselmotor mit 2,7 l Hubraum, der den FX4 zu einem schnellen und zuverlässigen Auto machte. Die Bremsen waren der Motorleistung allerdings nicht angemessen, so dass es zu einigen Unfällen kam. Die Neukonstruktion des Bremssystems war aufwendig, da für Londoner Taxis ein Wendekreis von maximal 7,6 m vorgeschrieben ist. GKN überarbeitete die Bremsen und die Radaufhängungen, so dass trotz des engen Wendekreises Scheibenbremsen an den Vorderrädern eingesetzt werden konnten. Bei älteren FX4 waren neue Scheibenbremsen durch Austausch der gesamten Vorderachse nachrüstbar. Der Fairway Driver war das letzte FX4-Modell. Das letzte Exemplar erhielt die Nummer „R1 PFX“, also „R.I.P. FX“ (Ruhe in Frieden, FX), wurde am 1. Oktober 1997 ausgeliefert und hat jetzt einen Platz im „National Motor Museum“ in Beaulieu.
Nachfolger des FX4 war der TX1.

## Der FL2 Hire Car
Der FL2 Hire Car war eine FX4-Version für Privatleute und hatte kein Taxizeichen auf dem Dach. Er konnte auch mit besserer Ausstattung (wie Klimaanlage) für Hotels und Geschäfte als Gästefahrzeug bestellt werden. Er wurde auch als Privatlimousine verkauft, so beispielsweise an den Duke of Edinburgh oder an Stephen Fry.